# Lancashire
Lancashire (pronunciat  /ˈlæŋkəʃɪər/ o [ˈɫaŋkɪʃə(ɻ)]), antigament dit Comtat Palatí de Lancaster, és un comtat situat al nord-oest d'Anglaterra, al Regne Unit. La seva capital és Lancaster, i la seva ciutat més gran és Preston. Ocupa una àrea de 3.075 km² que limita amb Cúmbria, North Yorkshire, Gran Manchester i Merseyside.
A l'interior del comtat s'hi troben les terres que formen part de la cadena dels Penins. A l'oest s'hi troben les terres baixes, les costes de les quals banya el mar d'Irlanda.
La seva economia tradicional estava basada en l'agricultura i la ramaderia, especialment en granges de vaques lleteres. Des del segle xvii va destacar en la manufactura tèxtil i actualment l'economia tendeix cap a la indústria i el sector de serveis.
El comtat es va establir l'any 1183. Històricament tenia sis subdivisions. El comtat actual és menys extens que l'antic a causa de la reforma administrativa duta a terme el 1974. En aquesta reforma, part del territori va anar a parar a uns altres de nova creació: Cúmbria i Gran Manchester al sud, i Merseyside al sud-oest. El 1998, dos districtes: Blackpool i Blackburn amb Darwen, van ser declarats autoritats unitàries, no obstant això, encara depenen de Lancashire per a alguns serveis com la policia i el departament de bombers.

## Geografia

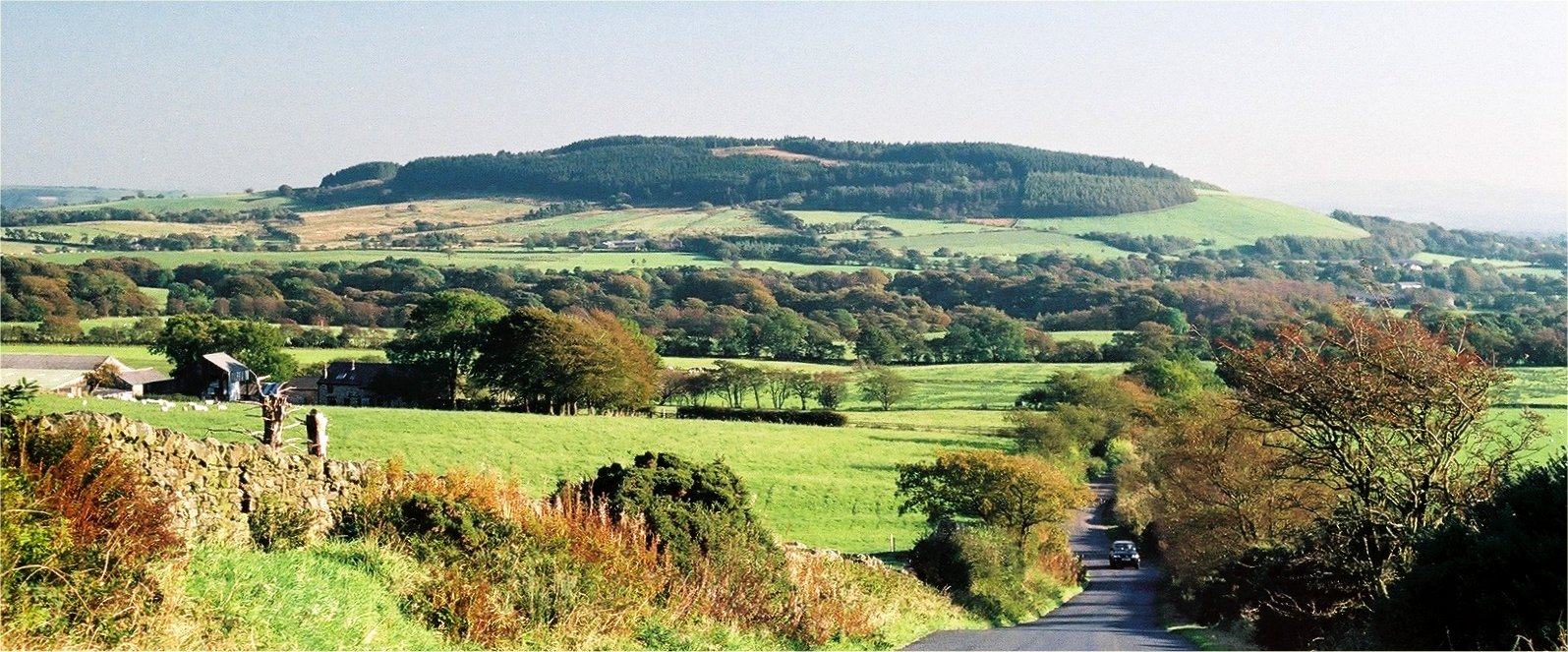
Beacon Fell

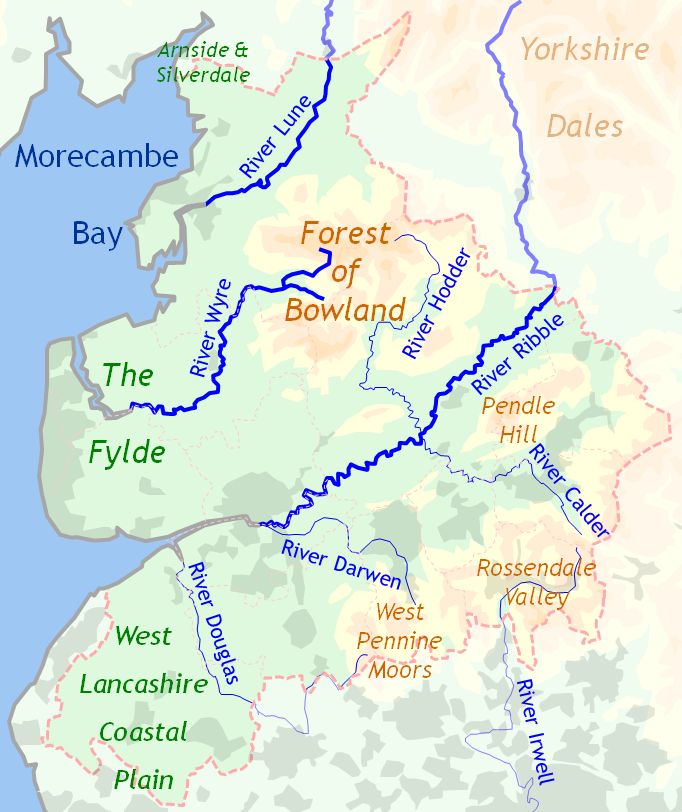
Mapa geogràfic del comtat.

El punt més elevat del comtat és el mont Gragareth (627 m), situat a prop de la muntanya de Whernside, però pel fet de pertànyer als Yorkshire Dalesalguns consideren que el més elevat és Green Hill (628 m), però si es tenen en compte no els límits actuals del comtat sinó els límits històrics, llavors cal esmentar Coniston Old Man (803 m), al Districte dels Llacs.
Els rius de Lancashire recorren el comtat cap a l'oest, a la mar d'Irlanda, procedents dels Penins: el Ribble, el Wyre i el Lune. Els afluents d'aquests rius són: el Calder, el Darwen, el Douglas, el Hodder i el Yarrow. El riu Irwell neix a Lancashire però fa el seu recorregut pel comtat del Gran Manchester.
A l'oest del comtat hi ha la plana de la costa i el Fylde, una altra plana situada al nord de l'estuari del Ribble. Més al nord està la badia de Morecambe. A banda de les ciutats turístiques de la costa, aquesta zona és principalment rural, i les terres estan destinades al conreu d'hortalisses. A l'extrem nord-oest, coincidint amb el camí que marca la frontera amb Cúmbria, hi ha una àrea declarada de destacada bellesa natural (AONB), Arnside i Silverdale, caracteritzada per ser un territori de rascler, que inclou la reserva natural de Leighton Moss.
A l'est del comtat hi ha les terres altes que enllacen amb els Penins. Al nord del Ribble està el parc natural del Beacon Fell i el bosc de Bowland, una altra àrea designada d'especial bellesa (AONB). La part més baixa d'aquesta zona està dedicada a la cria de vaques, mentre que més amunt és zona de pasturatge d'ovelles i la part alta no és aprofitable sinó erms. Les valls formades pel Ribble i el seu afluent, el Calder, formen una escletxa cap a l'oest dels Penins, que es poden albirar des de Pendle Hill. La majoria de les ciutats grans de Lancashire estan situades en valls al sud del Ribble, en la zona dels erms orientals dels Penins i en el bosc de Rossendale on es poden veure antics tallers de cotó en el lloc on dels rius formen valls pregones. Les terres de carbó de Lancashire, moltes de les quals pertanyen actualment al comtat del Gran Manchester, s'estenien per Merseyside, Ormskirk, Chorley, Burnley i Colne.

## Història

### Orígens
Aquest comtat es va establir el 1182, una mica més tard que els altres comtats anglesos, com a territori assignat pel rei a Roger de Poitu, un heroi de la batalla de Hastings. Quan els romans hi van arribar, aquesta zona estava ocupada per la tribu dels brigants. Les ciutats de Manchester, Lancaster, Ribchester, Burrow, Elslack i Castleshaw van sorgir al voltant de fortins romans. En els segles posteriors a la retirada dels romans, vers l'any 410, el nord del comtat probablement va formar part del regne de Rheged, format per descendents dels antics brigants. A mitjan segle VIII el territori va ser incorporat al regne anglosaxó de Northumbria, que va esdevenir part d'Anglaterra al segle x.
En el Domesday Book, la terra entre el riu Ribble i el Mersey era anomenada "Inter Ripam et Mersam" i va ser inclosa després en el comtat de Cheshire. Encara que alguns historiadors interpreten això en el sentit que el sud de Lancashire era part de Cheshire, no és cert. També s'ha dit que aquell territori del nord formava part del Riding Oest de Yorkshire. Els comtats que limitaven amb Lancashire eren: Cumberland, Westmorland, Yorkshire i Cheshire.
El comtat estava organitzat en 6 hundreds: Amounderness, Blackburn, Leyland, Lonsdale, Salford i West Derby. Lonsdale va ser dividit posteriorment en: Lonsdale Nord, la zona al nord dels arenals de la badia de Morecambe, inclosos Furness i Cartmel; i Lonsdale Sud.

### El comtat palatí

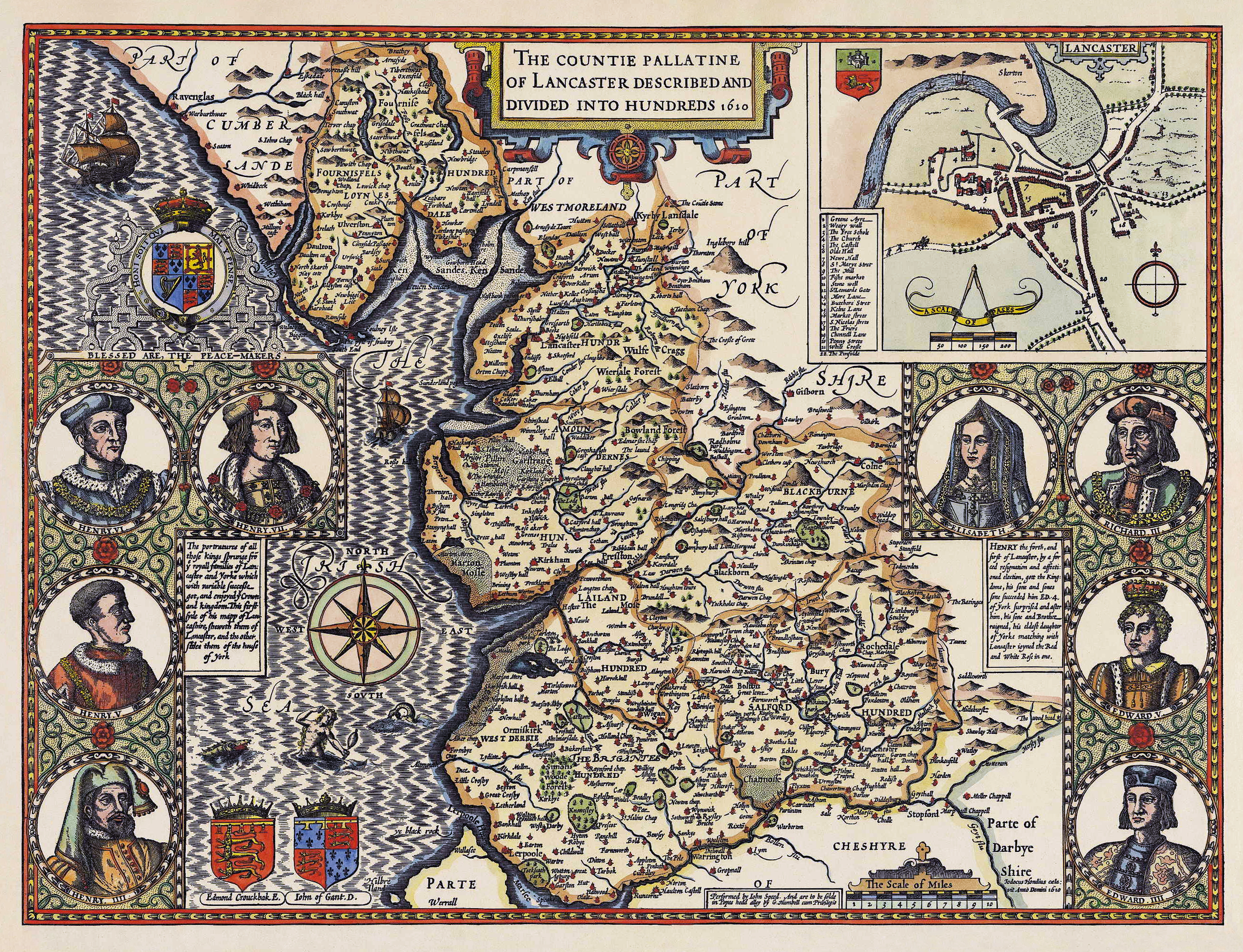
Mapa del comtat palatí el 1610.

Quan el comte de Lancaster va ser ascendit a duc, l'any 1351, el comtat va rebre un tractament especial i va ser anomenat Comtat Palatí de Lancashire. Això implicava que el duc tenia drets sobirans en l'àmbit de la justícia i de l'administració. El 1461, el rei Eduard IV va decretar que aquest comtat palatí estaria sota el govern del ducat de Lancaster, i des del 1471 el tribunal del ducat i el tribunal del comtat palatí van estar presidits per un mateix funcionari. El centre administratiu es va traslladar a Londres mentre que la ciutat de Lancaster va romandre com a centre judicial. Amb la llei de la judicatura suprema del 1873, la jurisdicció sobre delictes comuns i criminals va ser transferida al Tribunal Superior (High Court of Justice). Després del novembre del 1875 al palatinat només posseïa el tribunal senyorial (Court of Chancery) i el seu president, el Chancellor tenia dret a nomenar els jutges de pau i altres funcionaris del comtat. La llei dels tribunals del 1971 va fer que aquests dos tribunals quedessin fusionats en un de sol. El març del 2005, en compliment de la llei de tribunals del 2003, la potestat de nomenar magistrats a Lancashire, al Gran Manchester i a Merseyside va ser transferida al ministeri de justícia; en canvi el càrrec de High Sheriffs d'aquests comtats pertoca a la reina, que és l'actual posseïdora del títol de duc de Lancashire.

### El comtat actual

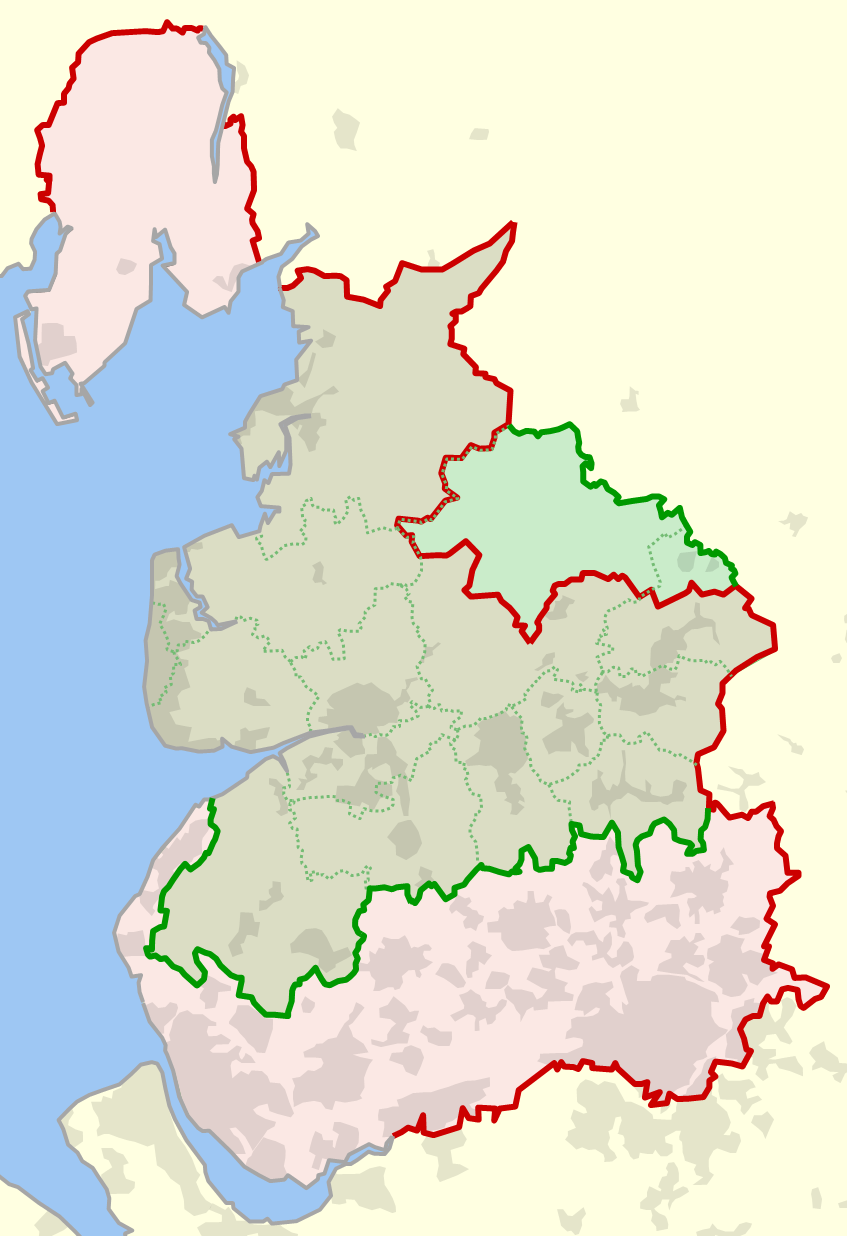
Els límits del comtat palatí en roig i l'actual comtat cerimonial en verd.

Lancashire té actualment una extensió menor que la del comtat històric. L'any 1889 es va crear el comtat administratiu de Lancashire que abastava el mateix territori històric excepte les següents ciutats amb categoria de borough: Blackburn, Burnley, Barrow-in-Furness, Preston, Wigan, Liverpool i Manchester. Es va nomenar un Lord-Lieutenant per a representar tot el comtat cerimonial, és a dir, el comtat administratiu més les ciutats amb categoria de borough. Poc després es va ampliar incloent àrees annexes a les ciutats com ara Wythenshawe, a la vora de Manchester, que anteriorment era part de Cheshire. El nou comtat no va incloure la banda oest de Todmorden, on l'antiga frontera entre Lancashire i Yorkshire passava pel mig de la ciutat.
Durant el segle xx el comtat es va urbanitzar més i més, sobretot a la zona sud. A les ciutats amb categoria de borough ja existents —Barrow-in-Furness, Blackburn, Bolton, Bootle, Burnley, Bury, Liverpool, Manchester, Oldham, Preston, Rochdale, Salford, St. Helens i Wigan— es van afegir Blackpool (1904), Southport (1905), i Warrington (1900). Aquests boroughs tenien diversos llogarets sota la seva administració. Determinar els límits en l'àrea de Manchester era particularment difícil, ja que la ciutat havia crescut molt en població i la zona construïda tocava amb la de les viles veïnes, de manera que quedaven zones aïllades on el comtat administratiu assumia part de les competències dels boroughs, per exemple, el districte urbà de Lees formava una part separada dins del comtat, entre el districte d'Oldham i el Riding Oest de Yorkshire.
En el cens del 1971, la població de Lancashire i la dels seus boroughs va assolir els 5.129.416 habitants, cosa que el feia el més poblat de tot el Regne Unit. El comtat administratiu era també el més poblat del seu tipus, llevat de Londres, que tenia 2.280.359 habitants el 1961. L'1 d'abril del 1974, en compliment de la llei de governs locals del 1972, el comtat administratiu va ser abolit i també els boroughs. La zona urbana del sud va quedar repartida en dos comtats: Merseyside i el Gran Manchester. El nou comtat de Cúmbria va incorporar la vila de Furness.

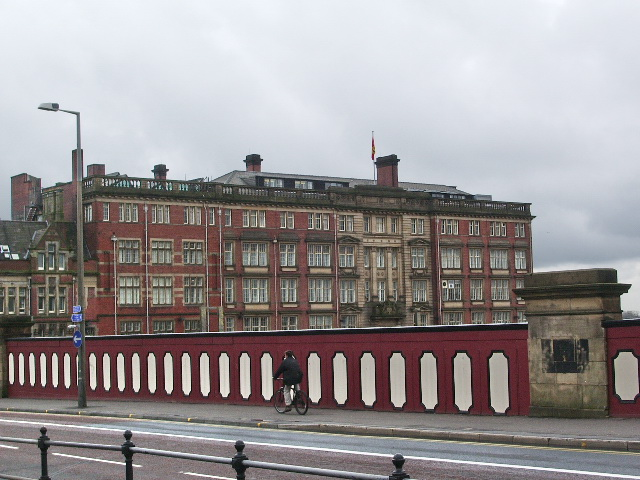
Edifici de les oficines del comtat, a Preston

Les ciutats de Liverpool, Knowsley, St. Helens i Sefton van passar a Merseyside. Les ciutats que van passar al Gran Manchester van ser: Bury, Bolton, Manchester, Oldham (parcialment), Rochdale, Salford, Tameside (parcialment), Trafford (parcialment) i Wigan. Warrington i Widnes, van passar al comtat de Cheshire. Els districtes urbans de Barnoldswick i Earby, el districte rural de Bowland i les parròquies civils de Bracewell Brogden i Salterforth, del districte rural de Skipton, del Riding Oest de Yorkshire, van ser transferits al nou Lancashire. Una parròquia, Simonswood, va ser transferida del municipi de Knowsley, a Merseyside, cap al districte de West Lancashire l'any 1994. El 1998 es van crear dues autoritats unitàries, amb independència administrativa dins del comtat: Blackpool i Blackburn més Darwen.
El símbol emprat durant la guerra de les dues roses va continuar-se emprant com a símbol del comtat, la rosa roja. Alguns grups de pressió, entre els quals estan Els amics del veritable Lancashire i l'Associació de comtats britànics demanen l'ús de les fronteres històriques de Lancashire per a qüestions cerimonials.

### Districtes
Actualment el comtat està subdividit en 14 districtes: Burnley, Chorley, Fylde, Hyndburn, Lancaster, Pendle, Preston, Ribble Valley, Rossendale, South Ribble, West Lancashire, Wyre.
| districte                   | districte | centre administratiu | altres nuclis de població |
| --------------------------- | --------- | -------------------- | --- |
| Blackburn with Darwen (a u) |           | Blackburn            | Belmont, Chapeltown, Darwen, Edgworth, Hoddlesden, Tockholes, North Turton                                                                                           |
| Blackpool (a u)             |           | Blackpool            | Bispham, Layton |
| Burnley                     |           | Burnley              | Padiham, Hapton, Harle Syke, Worsthorne, Cliviger |
| Chorley                     |           | Chorley              | Adlington, Clayton-le-Woods, Coppull, Croston, Eccleston, Euxton, Mawdesley, Whittle-le-Woods                                                                        |
| Fylde                       |           | Lytham St Annes      | Freckleton, Kirkham, Warton, Wrea Green |
| Hyndburn                    |           | Accrington           | Altham, Church, Clayton-le-Moors, Great Harwood, Oswaldtwistle, Rishton                                                                                              |
| Ciutat de Lancaster         |           | Lancaster            | Bolton-le-Sands, Carnforth, Heysham, Morecambe |
| Pendle                      |           | Nelson               | Barnoldswick, Barrowford, Brierfield, Colne, Earby, Foulridge, Trawden                                                                                               |
| Ciutat de Preston           |           | Preston              | Barton, Broughton, Fulwood, Goosnargh, Grimsargh, Whittingham, |
| Ribble Valley               |           | Clitheroe            | Bolton-by-Bowland, Chipping, Hurst Green, Longridge, Read, Ribchester, Slaidburn, Whalley, Wilpshire,                                                                |
| Rossendale                  |           | Rawtenstall          | Bacup, Chatterton, Edenfield, Haslingden, Helmshore, Waterfoot, Whitworth                                                                                            |
| South Ribble                |           | Leyland              | Bamber Bridge, Farington, Longton, Lostock Hall, Penwortham, Samlesbury, Walton-le-Dale                                                                              |
| West Lancashire             |           | Ormskirk             | Appley Bridge, Aughton, Banks, Bickerstaffe, Burscough, Downholland, Great Altcar, Halsall, Lathom, Parbold, Rufford, Scarisbrick, Skelmersdale, Tarleton, Upholland |
| Wyre                        |           | Poulton-le-Fylde     | Cleveleys, Fleetwood, Garstang, Great Eccleston, Pilling, Preesall, St Michael's On Wyre, Thornton-Cleveleys                                                         |

## Poblacions i habitants

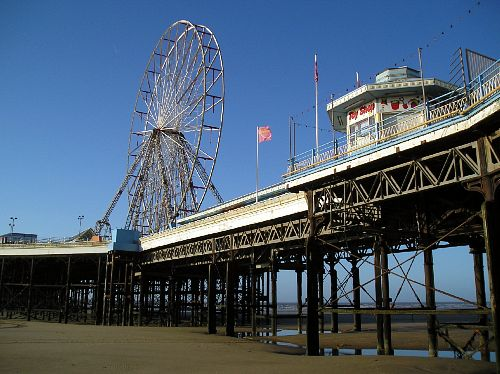
Atraccions a la platja de Blackpool

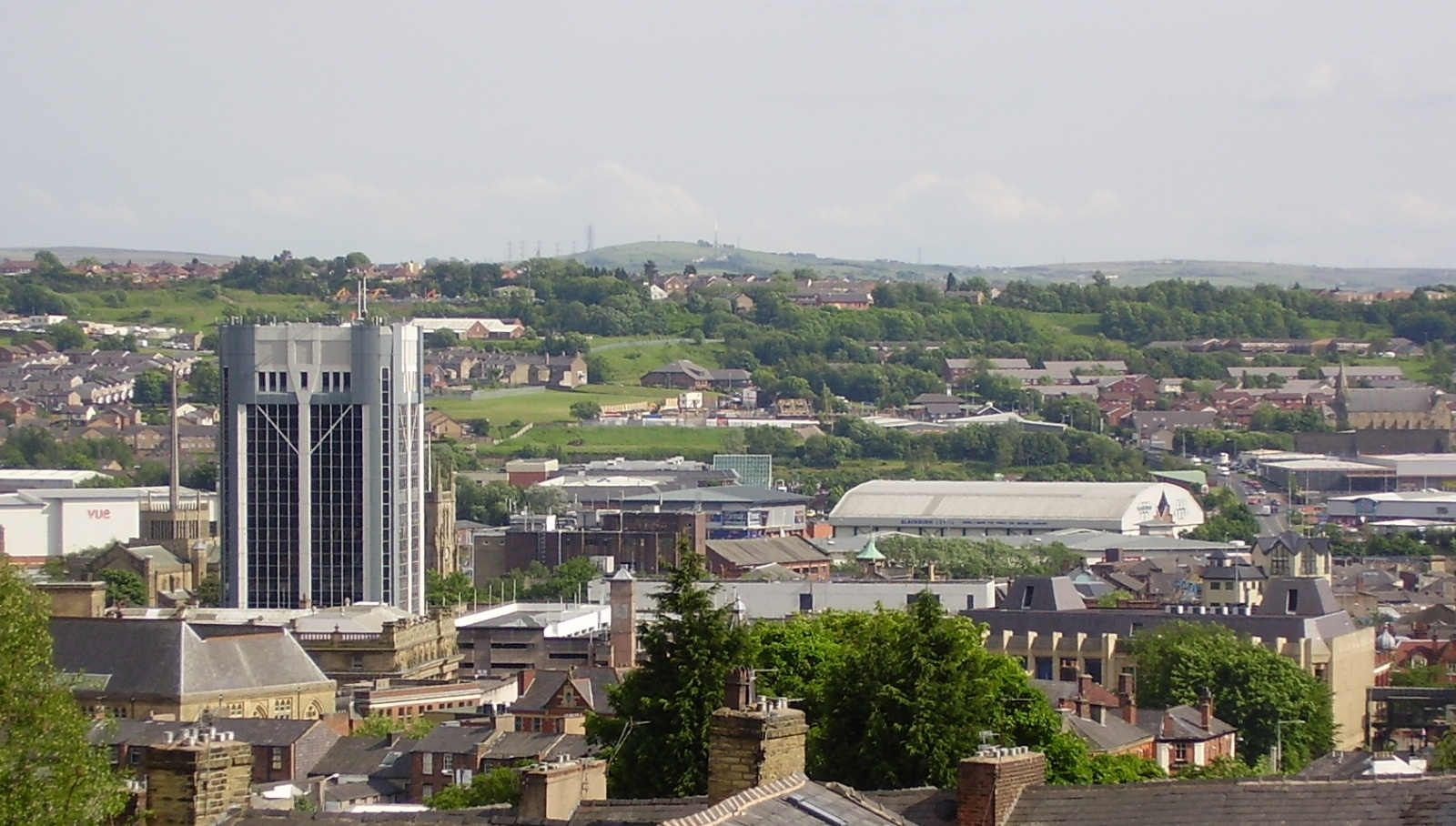
Blackburn

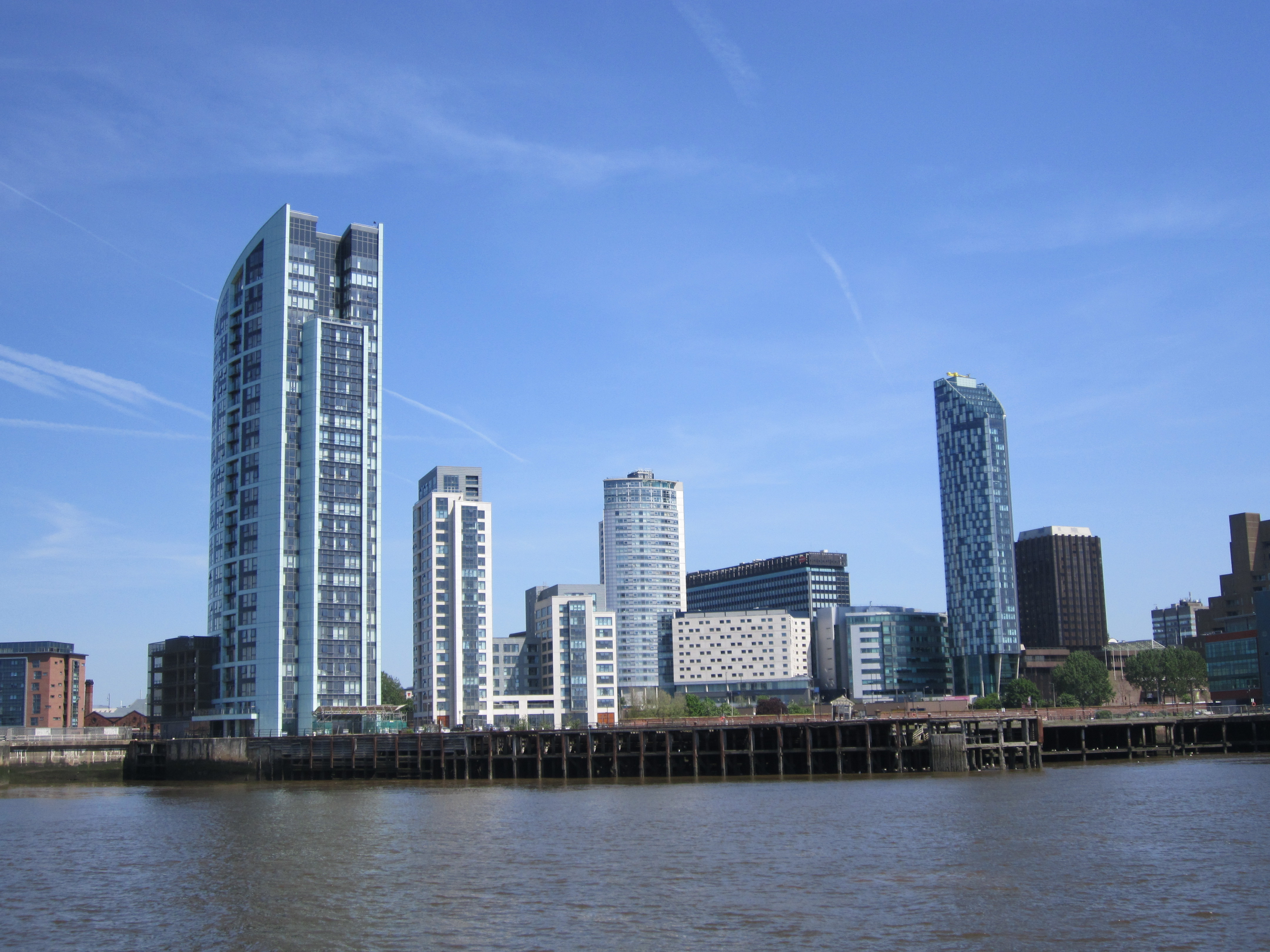
Liverpool

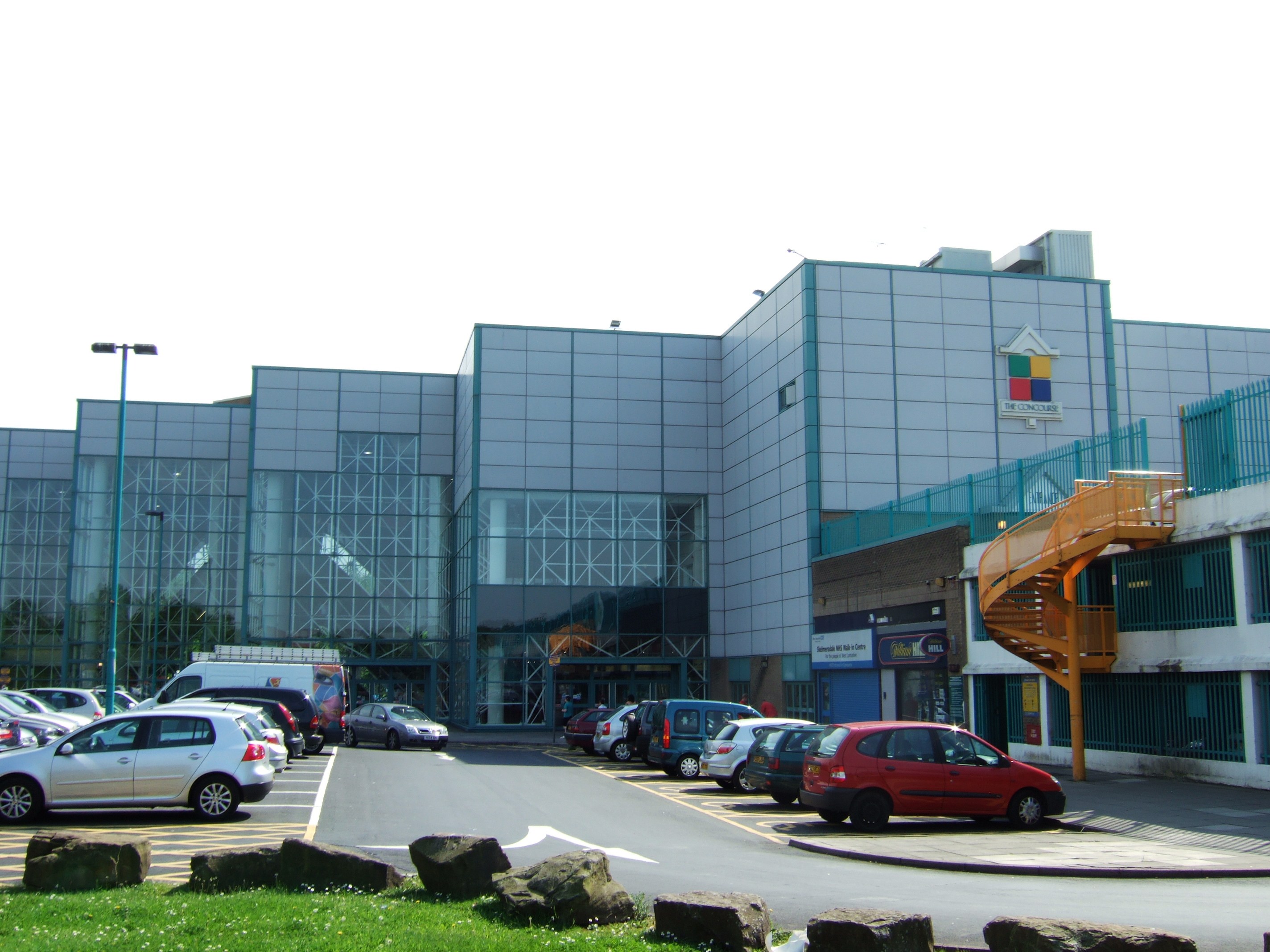
Centre comercial a Skelmersdale

Aquesta llista mostra lles oblacions amb més habitants del comtat:
- Blackpool (147.663 hab)
- Blackburn (117.963 hab)
- Preston (97.886 hab)
- Burnley (81.548 hab)
- Bamber Bridge (67.497 hab)
- Lancaster (48.085 hab)
- Lytham St Annes (42.953 hab)
- Leyland (38.805 hab)
- Chorley (36.183 hab)
- Fulwood (35.830 hab)
- Accrington (35.456 hab)
- Skelmersdale (34.455 hab)
- Morecambe (33.432 hab)
- Nelson (29.463 hab)
- Darwen (28.155 hab)
- Upholland (7.376 hab)

## Economia

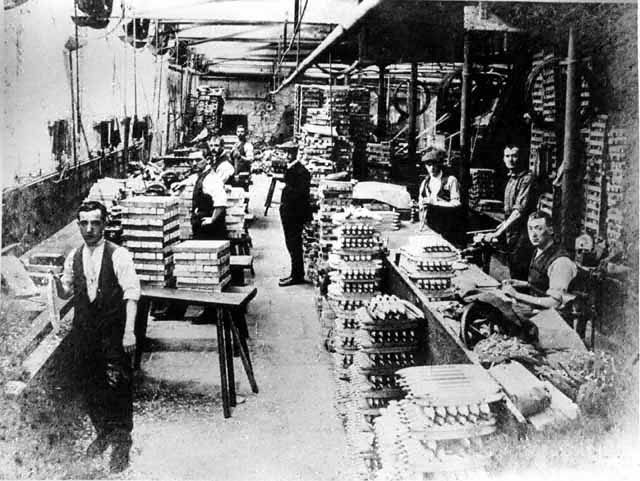
Imatge del 1920, una fàbrica tèxtil de Blackburn.

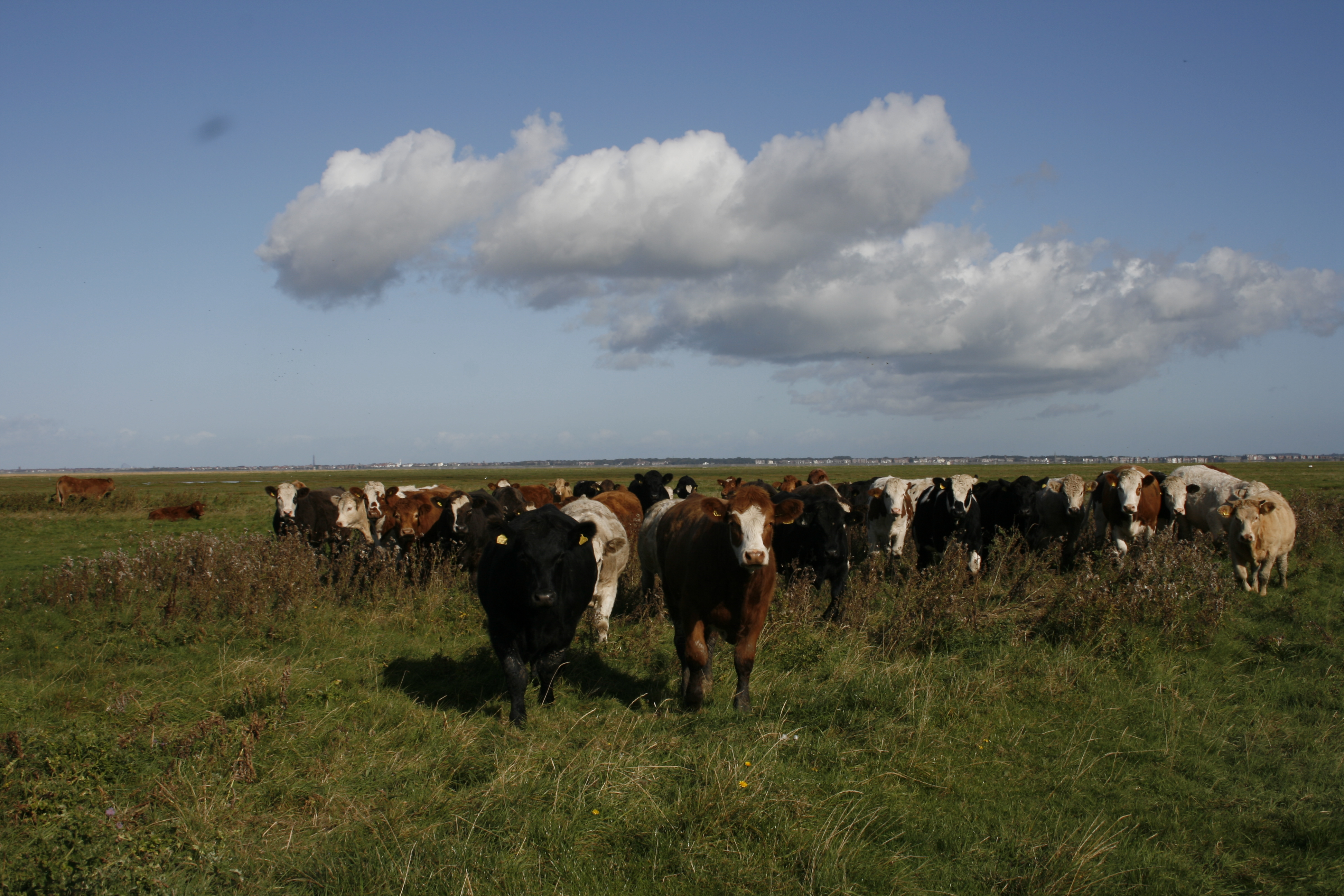
Bestiar pasturant als marges de l'estuari del Ribble, a prop de Banks.

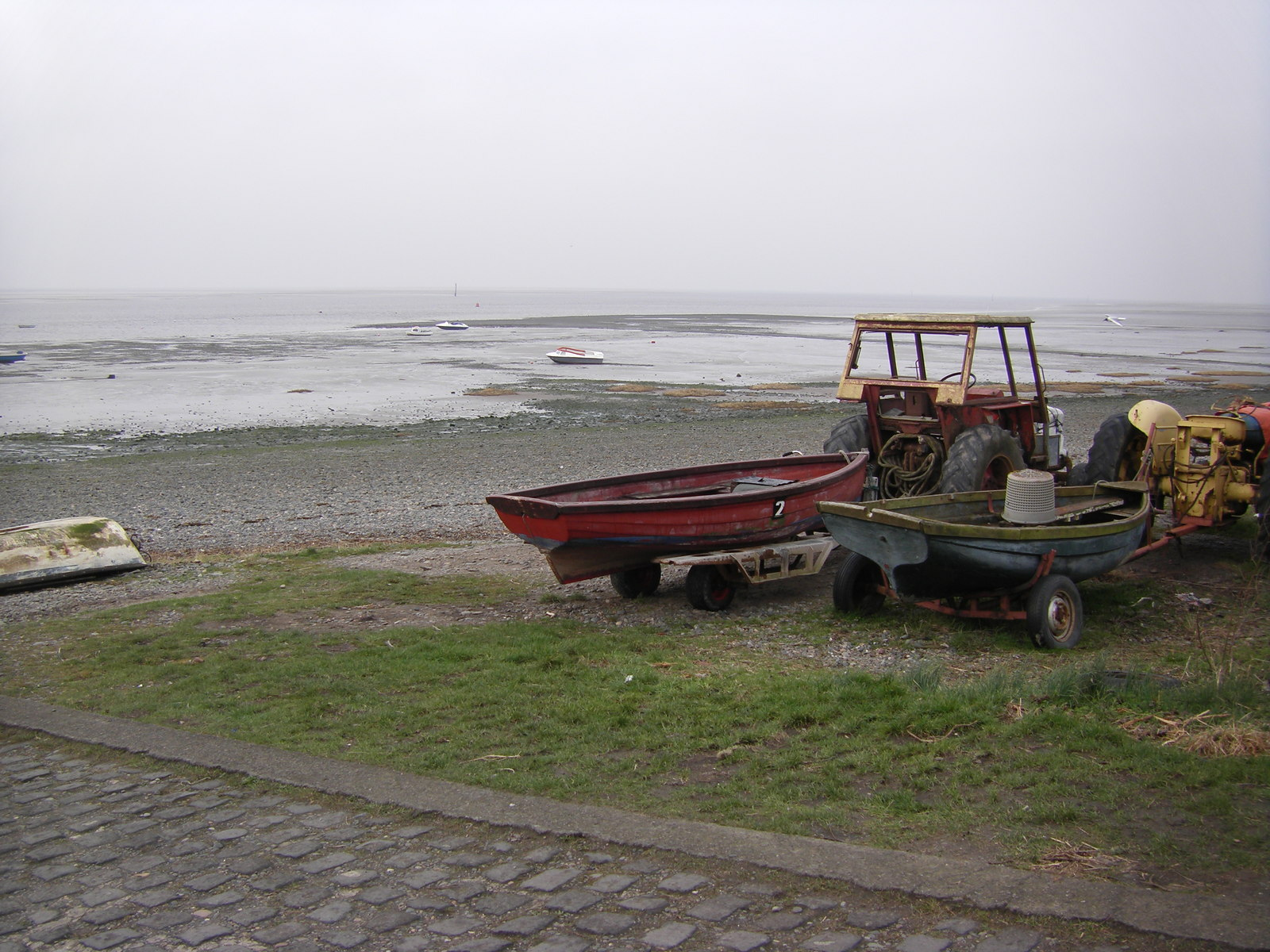
Bots de pesca, a Lytham

Lancashire al segle xix era un centre molt productiu econòmicament, on es generava riquesa. Les activitats predominants eren: la mineria, la producció tèxtil especialment la del cotó, i la pesca. Els molls de Preston, un port industrial, ja no tenen ús comercial. El port principal és el de Liverpool, mentre que el de Barrow-in-Furness és famós per les seves drassanes. Hi hi diverses granges on es crien vaques i es fan procuctes lactics però aquest sector és el que menys beneifici aporta.
Fins al 2013, les empreses més importants eren les relacionades amb la seguretat i defensa: BAE Systems, i la seva divisió Military Air Solutions amb seu al municipi de Warton, a la costa de Fylde, i amb una fàbrica a la ciutat de Samlesbury; BAE Systems Global Combat està a Chorley; Ultra Electronics a Fulwood; i Rolls-Royce plc a Barnoldswick.
Hi ha dues centrals nuclears: una a Springfields, Salwick gestionada per l'empresa Westinghouse Electric Company i l'altra a Heysham,gestionada per British Energy. Una altra de les empreses importants és la Leyland Trucks, una subsidiària de Paccar, fabricant de camions.
Altres empreses amb presència important a Lancashire són:
- Airline Network, dedicada als viatges venuts per internet, amb seu a Preston.
- Baxi, fabricant d'equips de calefacció, amb seu a Bamber Bridge.
- Crown Paints, fabricant de pintura, amb base a Darwen.
- Enterprise plc, dedicat a les infraestructures i serveis, amb seu a Leyland.
- Hanson plc, subministraments per a la construcció, amb seu a Accrington.
- Hollands Pies, dedicat a la producció d'aliments precuinats i empanades, amb seu a Baxenden.
- National Savings and Investments, banc amb seu a Blackpool.
- Thwaites Brewery, elaboració de cervesa, empresa fundada el 1807 per Daniel Thwaites a Blackburn.
- Xchanging, una empresa que presta serveis d'externalització de gestions empresarials, amb base a Fulwood.
- Fisherman's Friend, fabricant de caramels.

A Lytham hi ha vivers de cloïsses en un braç de terra (Foulnaze) que només s'ha obert a la mar tres vegades, la darrera va ser l'agost del 2013.
La següent taula mostra l'aportació del comtat de Lancashire al producte interior brut, desglossat per sectors, amb valors expressats en milions de lliures esterlines. La suma dels valors parcials pot no coincidir al valor total a causa dels arrodoniments
| any  | valor afegit brut regional | sector primari | sector secundari | sector terciari |
| ---- | -------------------------- | -------------- | ---------------- | --------------- |
| 1995 | 13.789                     | 344            | 5.461            | 7.984           |
| 2000 | 16.584                     | 259            | 6097             | 10.229          |
| 2003 | 19.206                     | 294            | 6.352            | 12.560          |